# Fosse no 1 - 1 bis des mines de Crespin
La fosse no 1 - 1 bis de la Compagnie des mines de Crespin est un ancien charbonnage du Bassin minier du Nord-Pas-de-Calais, situé à Quiévrechain. Le fonçage du premier puits commence en 1880. Un second puits est commencé en 1888, afin de permettre un meilleur aérage, dans des terrains très grisouteux. Deux terrils, nos 198 et 199, sont établis au sud de la fosse. Le carreau de fosse est accolé à la frontière franco-belge, ce qui limite de moitié le champ d'exploitation de la fosse. Une fosse no 2 est commencée à 1 120 mètres au sud-ouest. Des corons puis des cités-jardins sont établis à proximité de la fosse.
La Compagnie des mines de Crespin est nationalisée en 1946, et intègre le Groupe de Valenciennes. La fosse cesse d'extraire le 17 juin 1949, mais continue d'assurer le service et l'aérage, et ferme définitivement le 28 mars 1950. les puits sont remblayés en 1956.
Au XXIe siècle, les têtes de puits ne sont pas matérialisées comme dans les autres concessions. Une stèle indique à distance l'emplacement du puits no 1, le puits no 1 bis est surveillé pour le niveau des eaux. Les seuls bâtiments subsistants sont les bureaux et les ateliers. Les terrils ont été partiellement exploités, les habitations ont été rénovées.

## La fosse
Après le fonçage du puits de la fosse d'Onnaing à Onnaing, en 1875, et son prolongement par sondage jusqu'à 422 mètres sans trouver la houille, un autre sondage est effectué plus à l'est, et met en évidence la présence de charbon, la compagnie ouvre une nouvelle fosse.

### Fonçage
La sondage du moulin de Quiévrechain et la fosse qui l'avoisine ont atteint directement le petit affleurement qui forme l'extrémité du bassin de Dour. Toutefois, la fosse a traversé au-dessous des morts-terrains, à la fin de 1884, 91 mètres de grès et de schistes noirs renversés à phtanites de 169 à 260 mètres, renfermant un banc de calcaire de deux mètres d'épaisseur, après quoi elle est entrée dans le terrain houiller proprement dit, à 169 mètres. Il est permis de croire que ces grès et schistes noirs appartiennent à un lambeau détaché du bord du bassin à une assez grande profondeur, et qui a été ramené jusqu'à l'affleurement par la poussée qui a produit la grande faille du midi, c'est un véritable lambeau de poussée. Au-dessous de lui, le terrain houiller est en place, et ses bancs ont une assez faible inclinaison dans le puits.

### Exploitation
Une dizaine de veines ayant 36 à 38 % de matières volatiles sont découvertes. Le gisement étant très grisouteux, un puits no 2 est creusé à 75 mètres à l'ouest du premier. Lorsqu'une autre fosse est commencée en 1902, à 1 120 mètres au sud-ouest, le puits est rebaptisé 1 bis. Cette nouvelle fosse est ouverte car la fosse no 1 - 1 bis est accolée à la frontière franco-belge, ce qui limite de moitié son champ d'exploitation. Le puits ayant été inondé en 1906, il est abandonné, pour n'être repris qu'en 1923. Il est achevé en 1925.
La Compagnie produit 74 380 tonnes en 1901, et 80 285 tonnes quatre ans plus tard. le puits no 1 exploité alors à 496 et 580 mètres, le puits no 1 bis est alors profond de 500 mètres.
La Compagnie des mines de Crespin est nationalisée en 1946, et intègre le Groupe de Valenciennes. L'extraction cesse le 17 juin 1949, lorsque la fosse no 1 - 1 bis est concentrée sur la fosse no 2. Elle assure encore le service et l'aérage pour la fosse no 2 - 2 bis jusque le 28 mars 1950, date à laquelle elle ferme définitivement. Les fosses ont extrait 4 704 000 tonnes de houille. Les puits nos 1 et 1 bis, respectivement profonds de 758 et 1 019 mètres, sont remblayés en 1956.

### Reconversion
Au début du XXIe siècle, Charbonnages de France ne matérialise pas les têtes de puits comme dans les autres concession. Le puits no 1, situé sur un terrain de football n'est indiqué que par une petite plaque installée sur un pilier de béton, quant au puits no 1 bis, il est équipé comme certains piézomètres, juste pour le niveau des eaux. Le BRGM y effectue des inspections chaque année. Le carreau de fosse est devenu un stade. Seuls les bureaux et les ateliers existent encore, ainsi qu'une partir des murs d'enceinte.

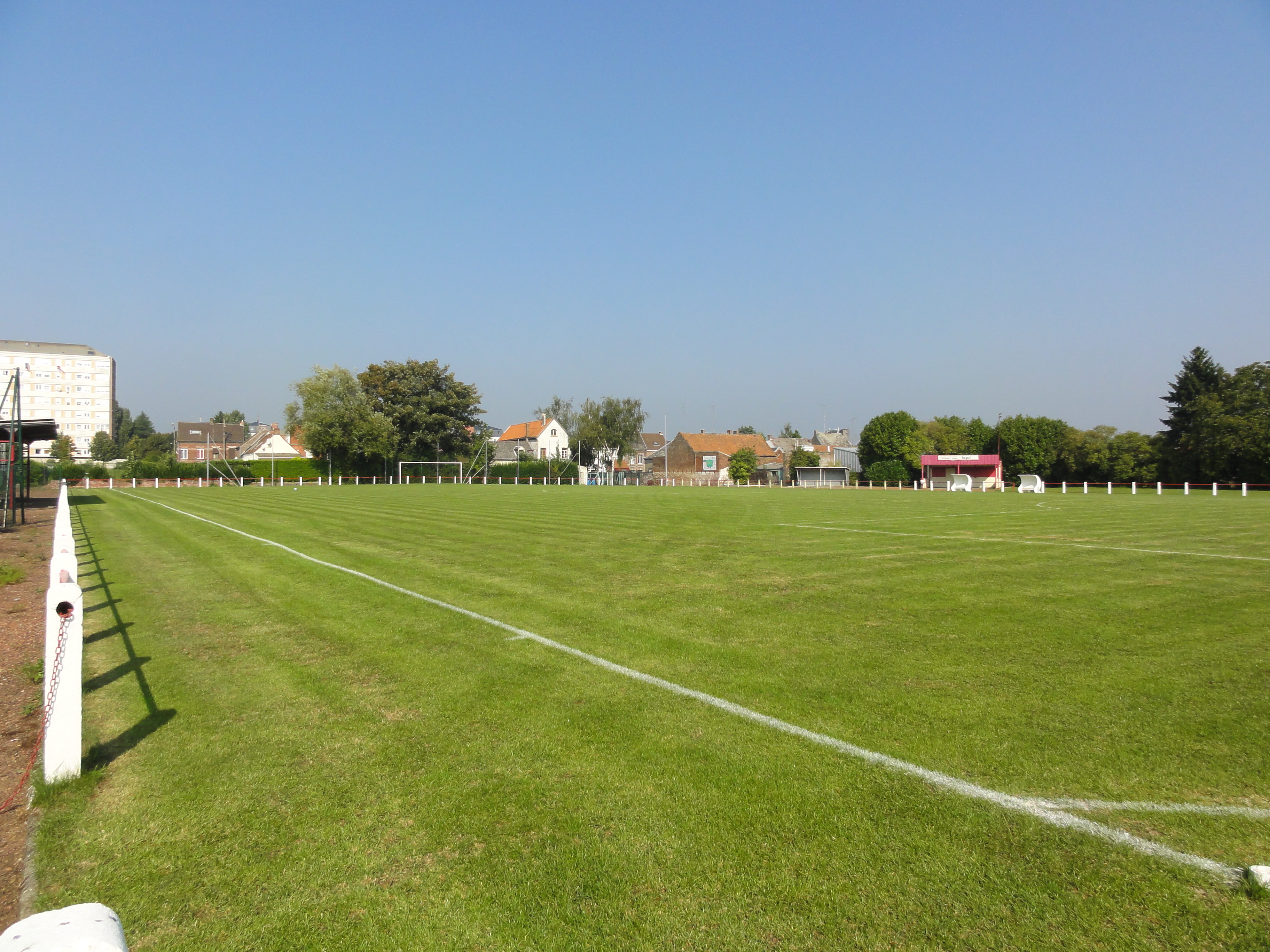
Le puits no 1 n'est pas matérialisé sur le terrain de football.
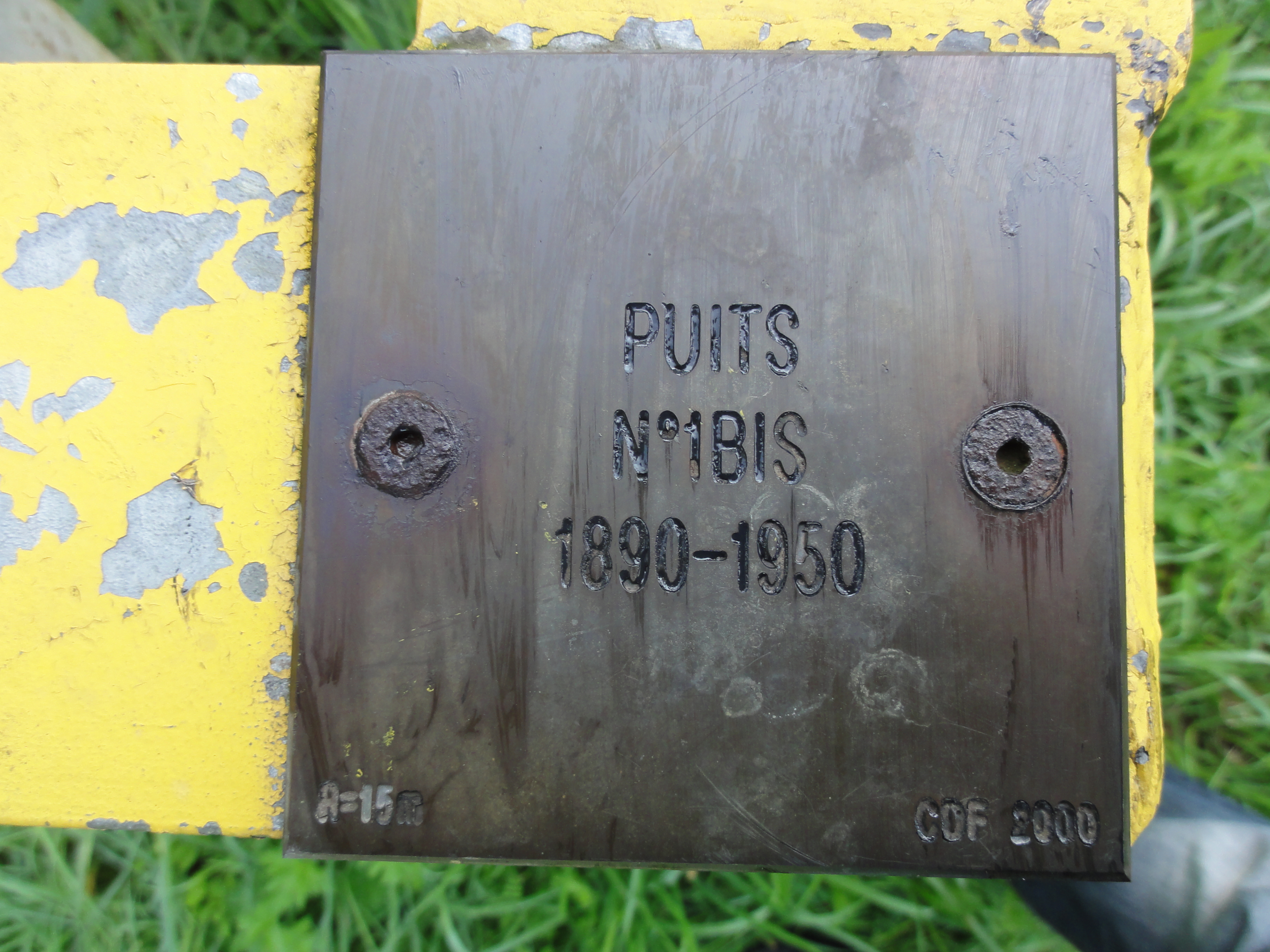
Puits no 1 bis, 1890 - 1950.
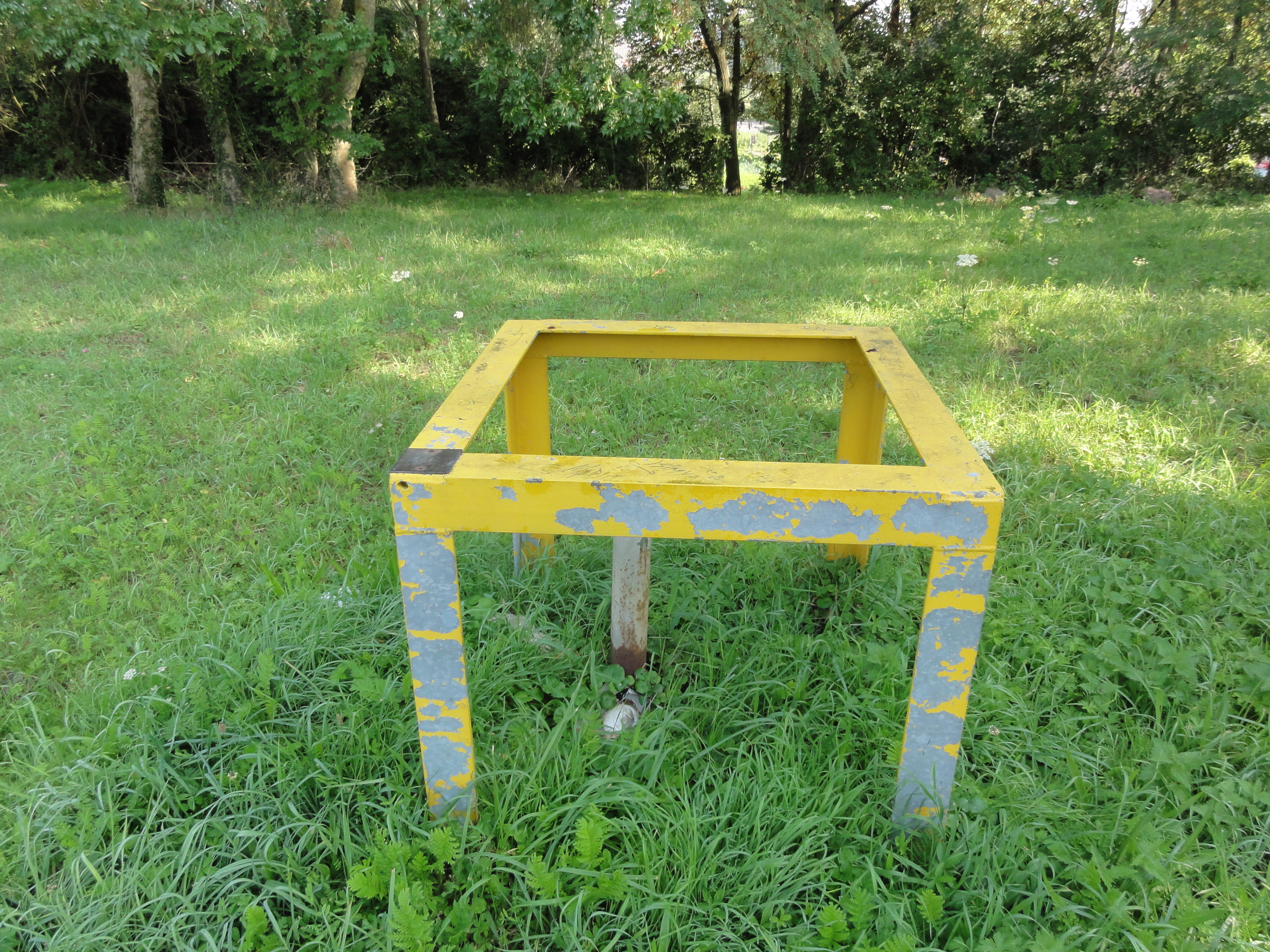
Le puits no 1 bis est équipé comme le no 2.
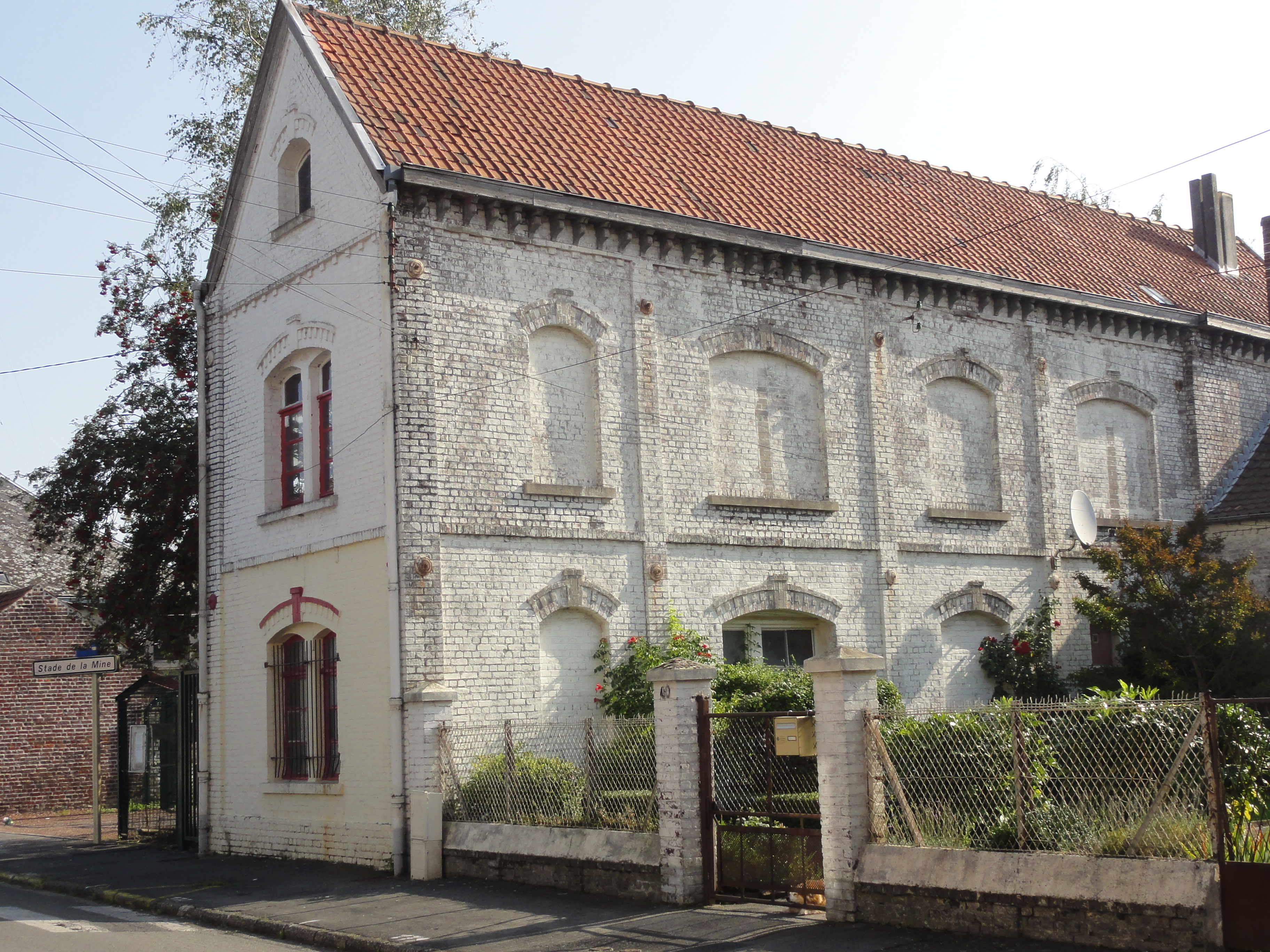
Les bureaux.
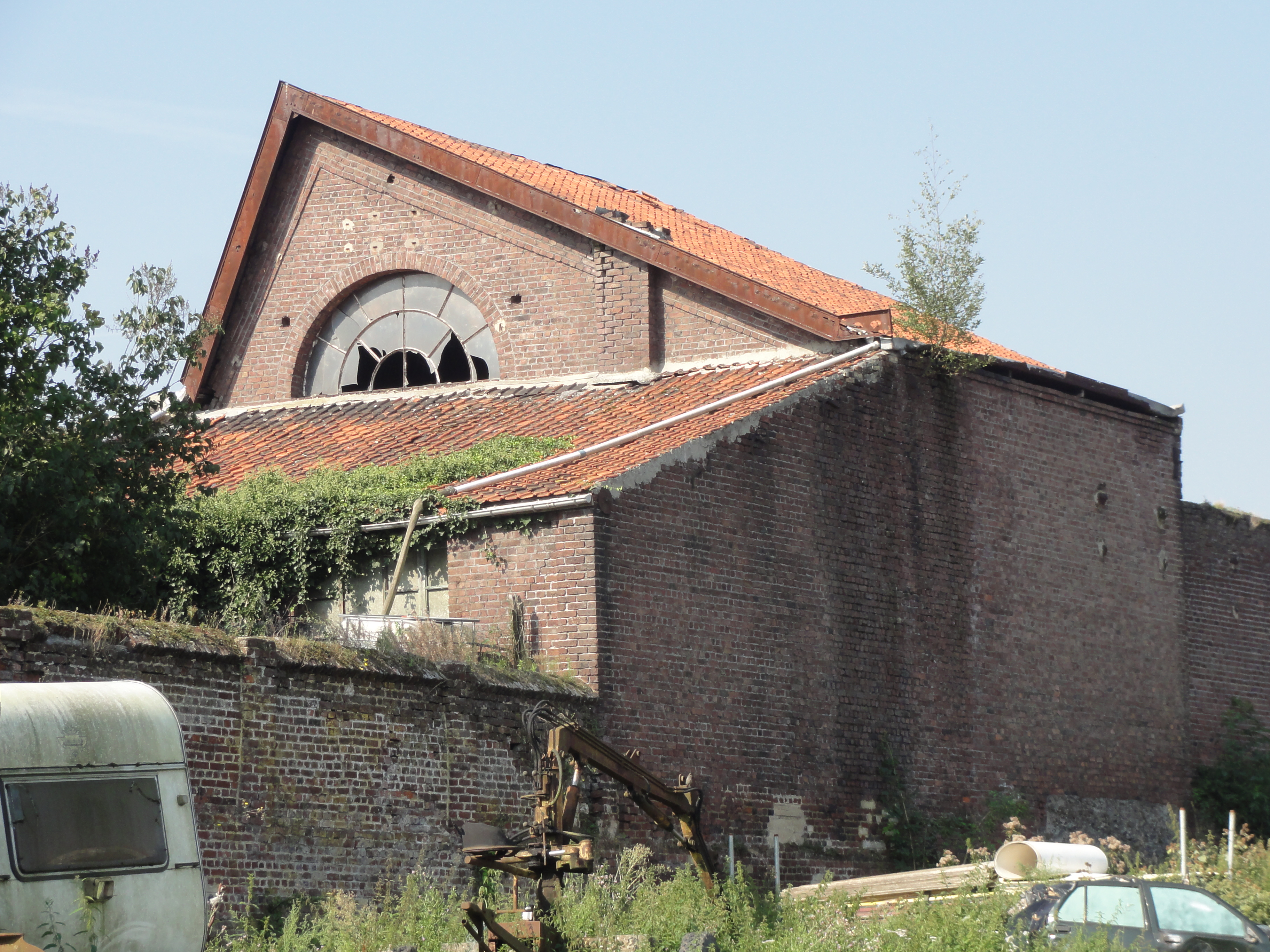
Les ateliers.
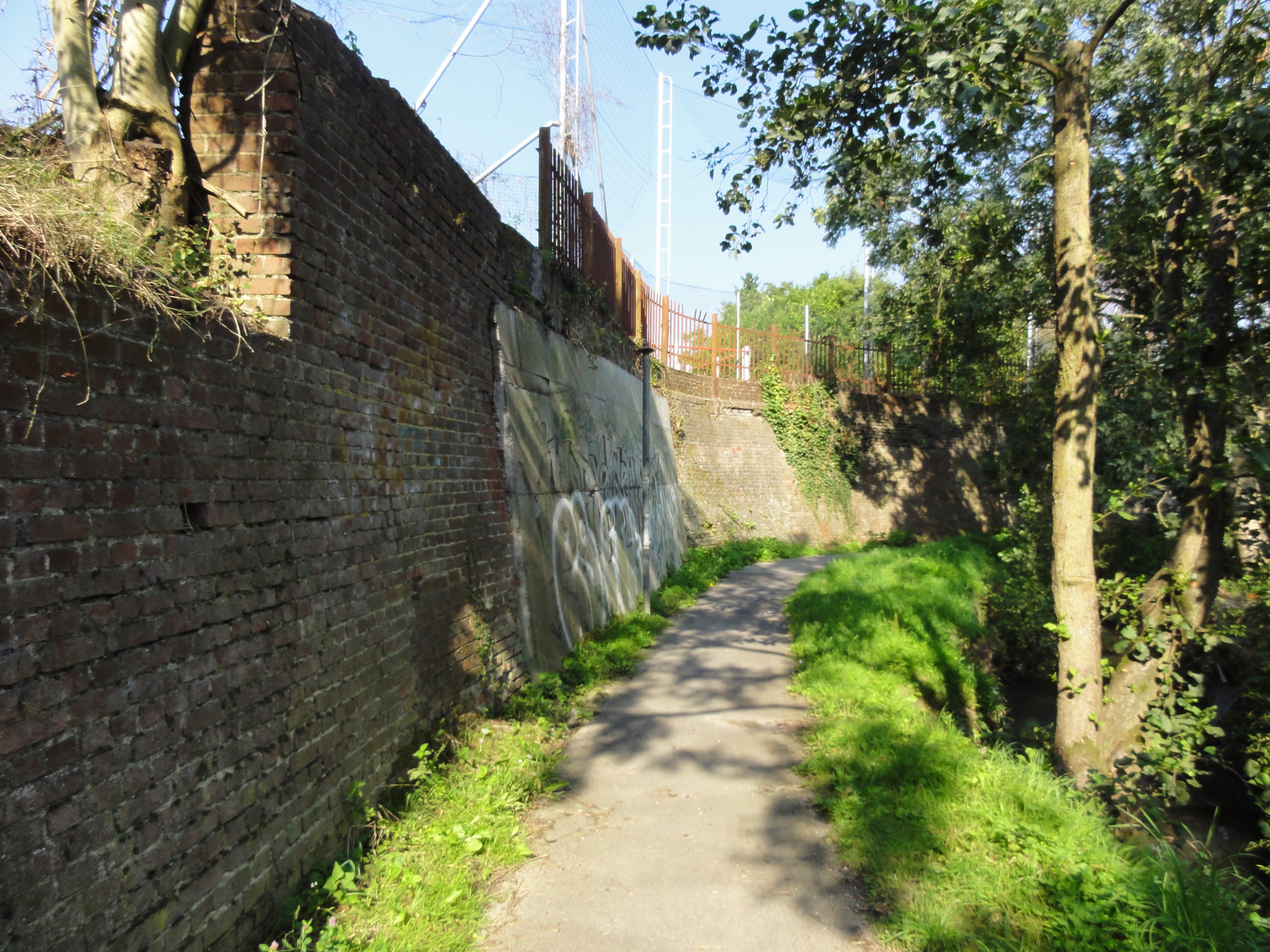
Les murs d'enceinte.

## Les terrils
L'exploitation de la fosse a donné lieu à l'édification de deux terrils.

### Terrilno198, 1 de Crespin

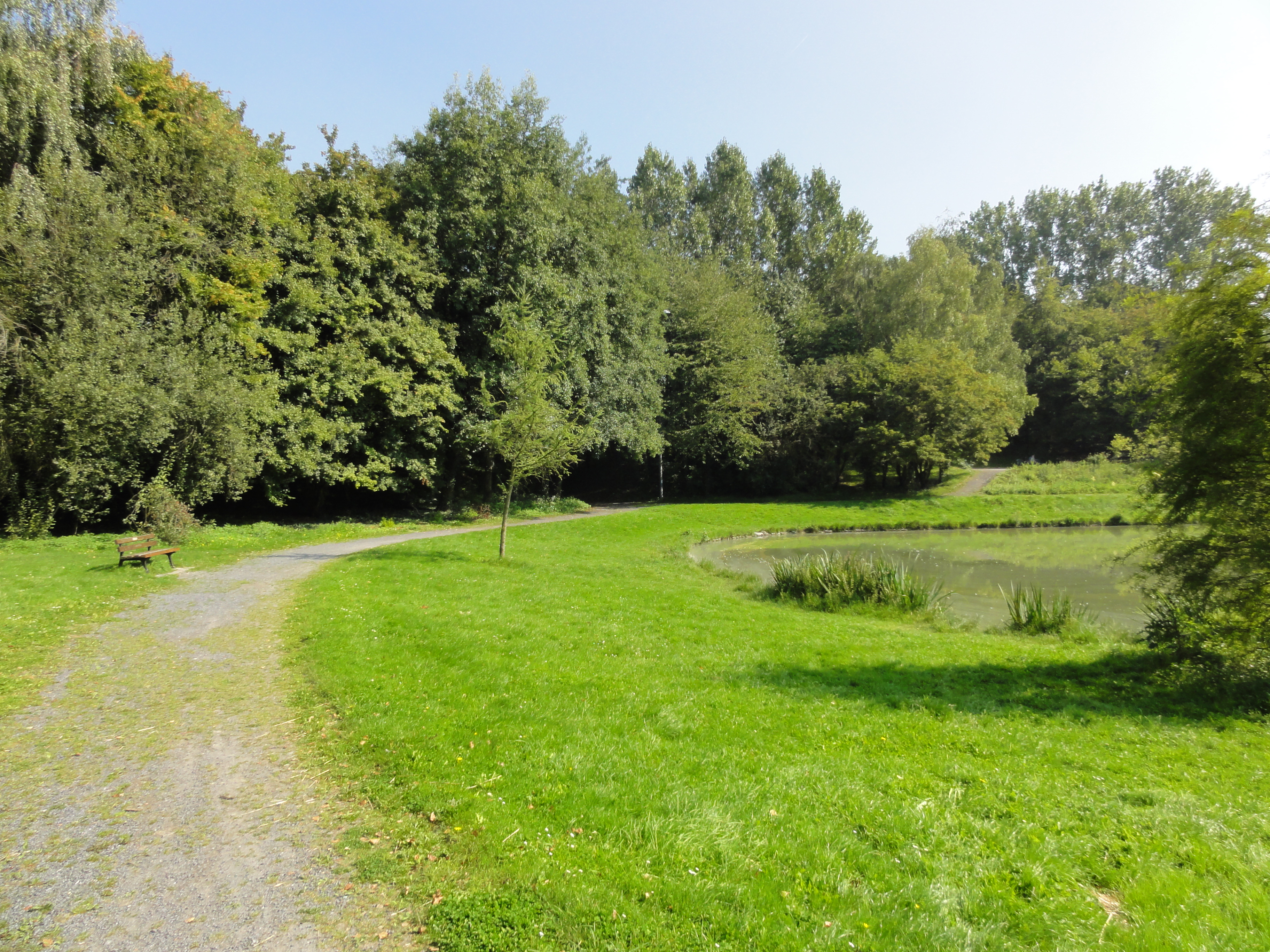
Le terril 1 de Crespin.

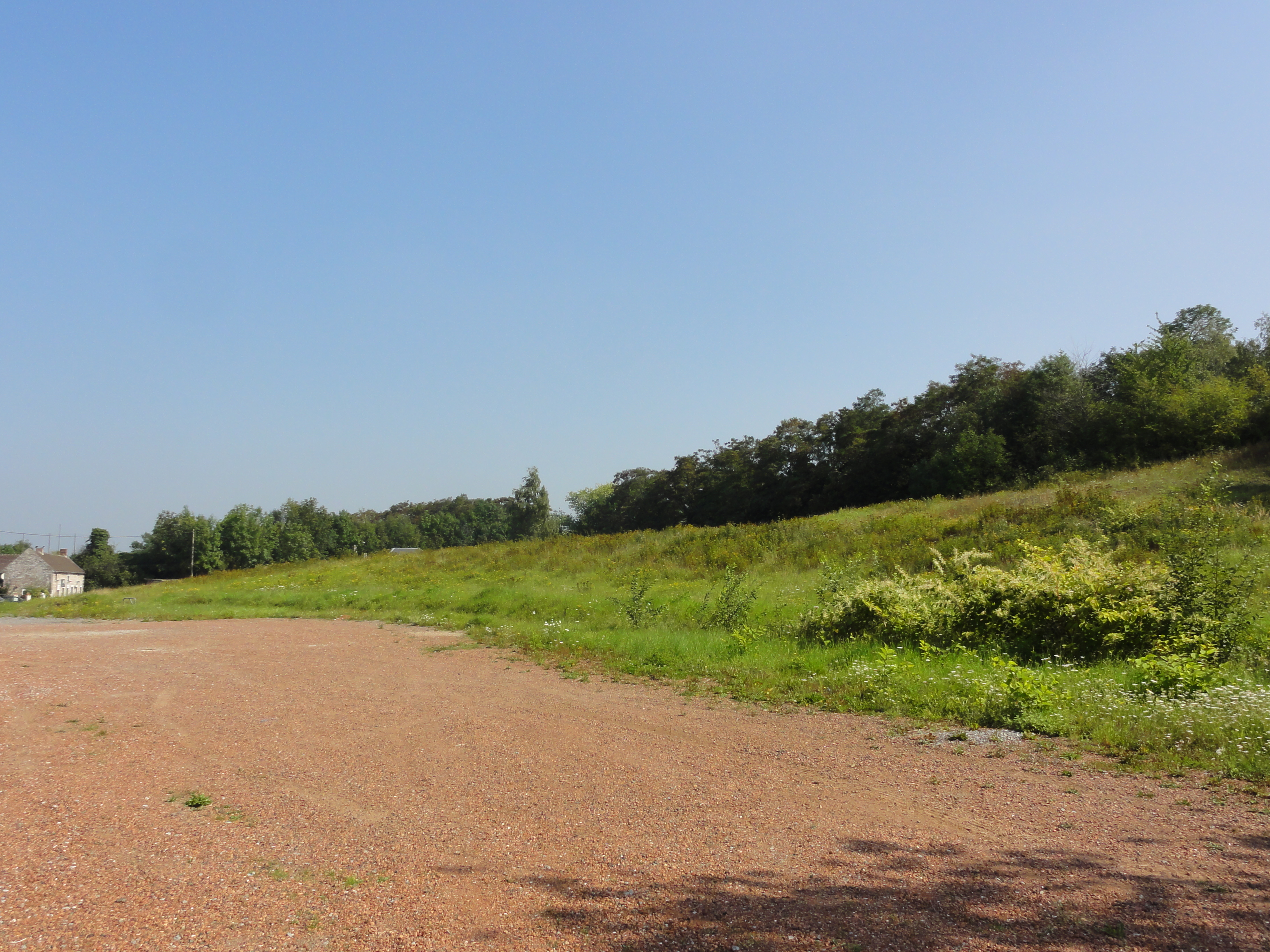
Le terril 2 de Crespin.

50° 23′ 23″ N, 3° 40′ 23″ E
Le terril no 198, 1 de Crespin, situé à Quiévrechain, est un des deux terrils de la fosse no 1 - 1 bis. Initialement haut de quarante mètres, il s'agit d'un terril plat, et exploité.

### Terrilno199, 2 de Crespin
50° 23′ 33″ N, 3° 40′ 20″ E
Le terril no 199, 2 de Crespin, situé à Quiévrechain, est un des deux terrils de la fosse no 1 - 1 bis. Initialement haut de 27 mètres, il s'agit d'un terril plat, et exploité.

## Les cités
Les cités de la fosse no 1 - 1 bis se composent de corons et de cités-jardins. Les habitations groupées par deux se distinguent par un style flamand. Sur celles-ci, les toits sont en ardoise. Au début des années 2010, la Soginorpa effectue des rénovations, en utilisant des tuiles. Plusieurs modèles sont utilisés pour les habitations groupées par deux, deux pour les corons.

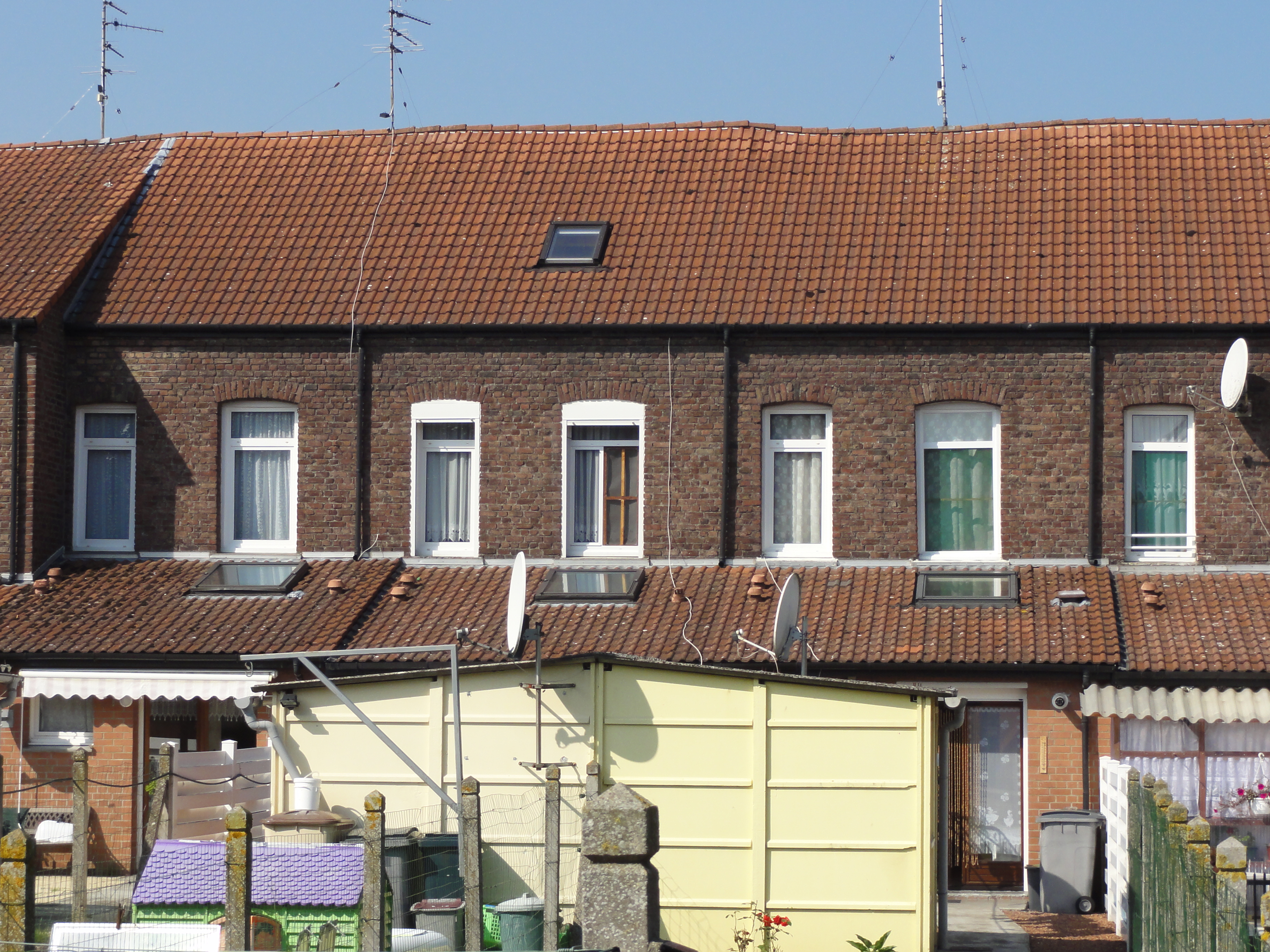
Les corons.
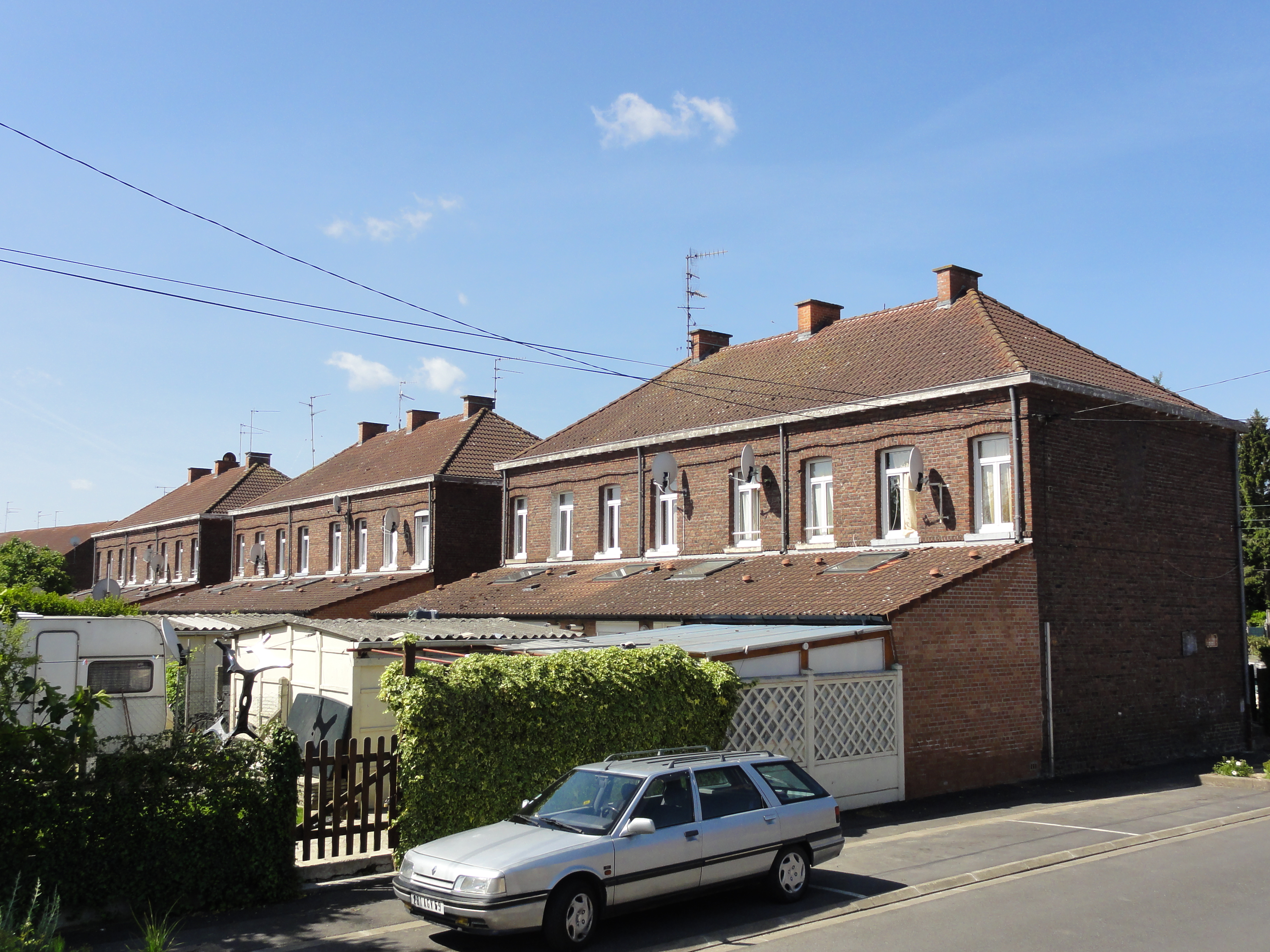
Les corons.
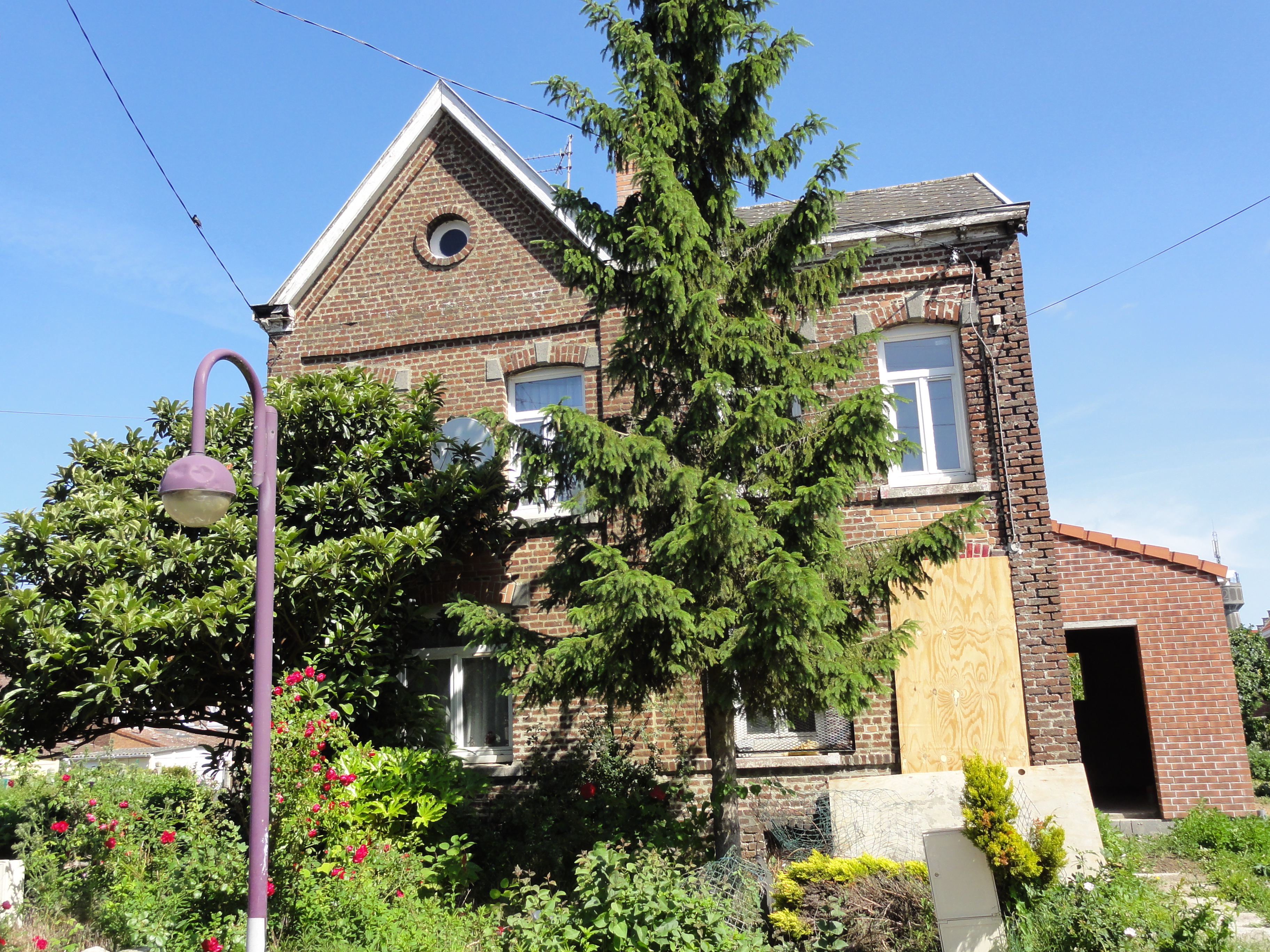
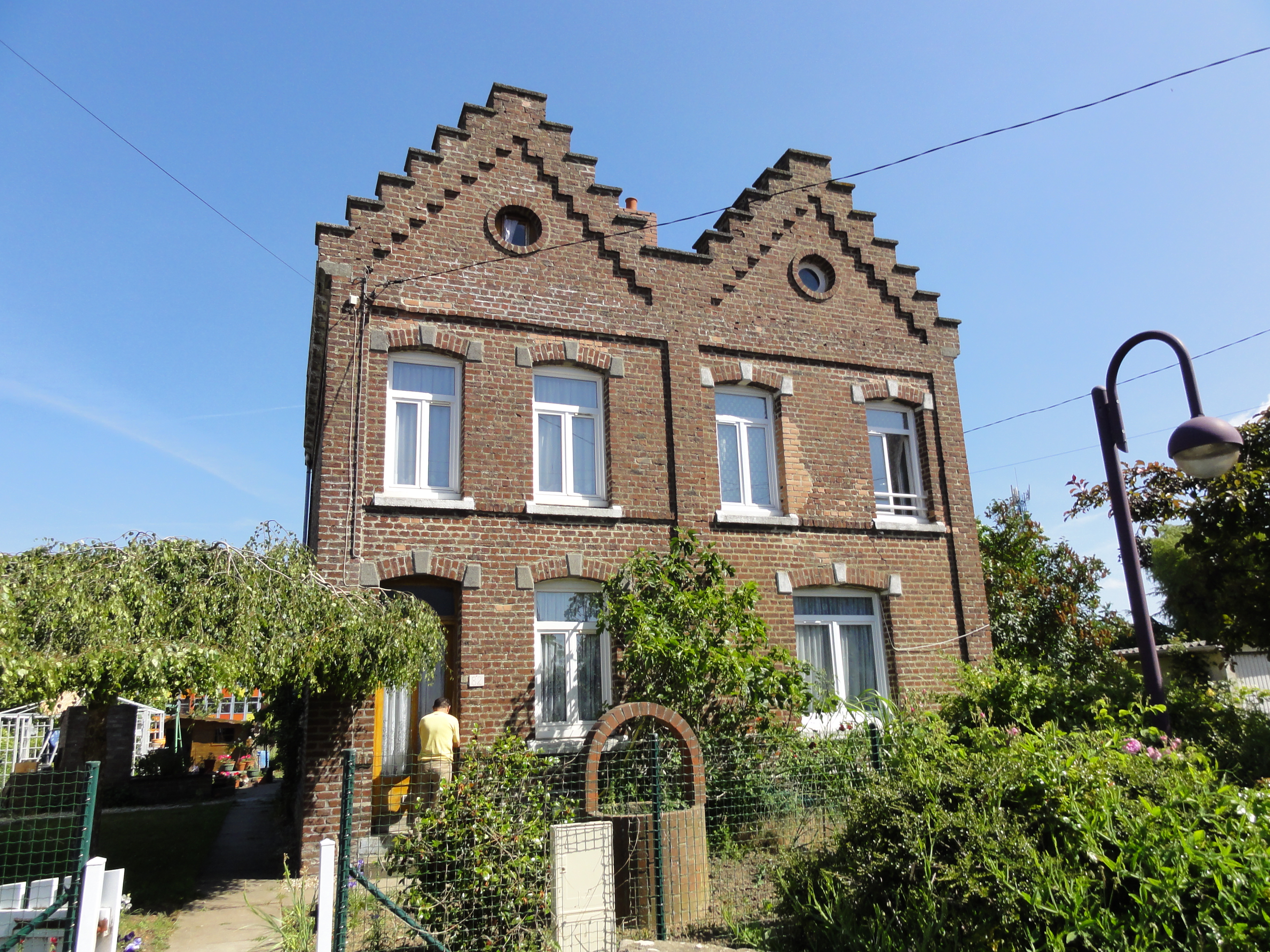
Le pignon est orienté sur la rue.
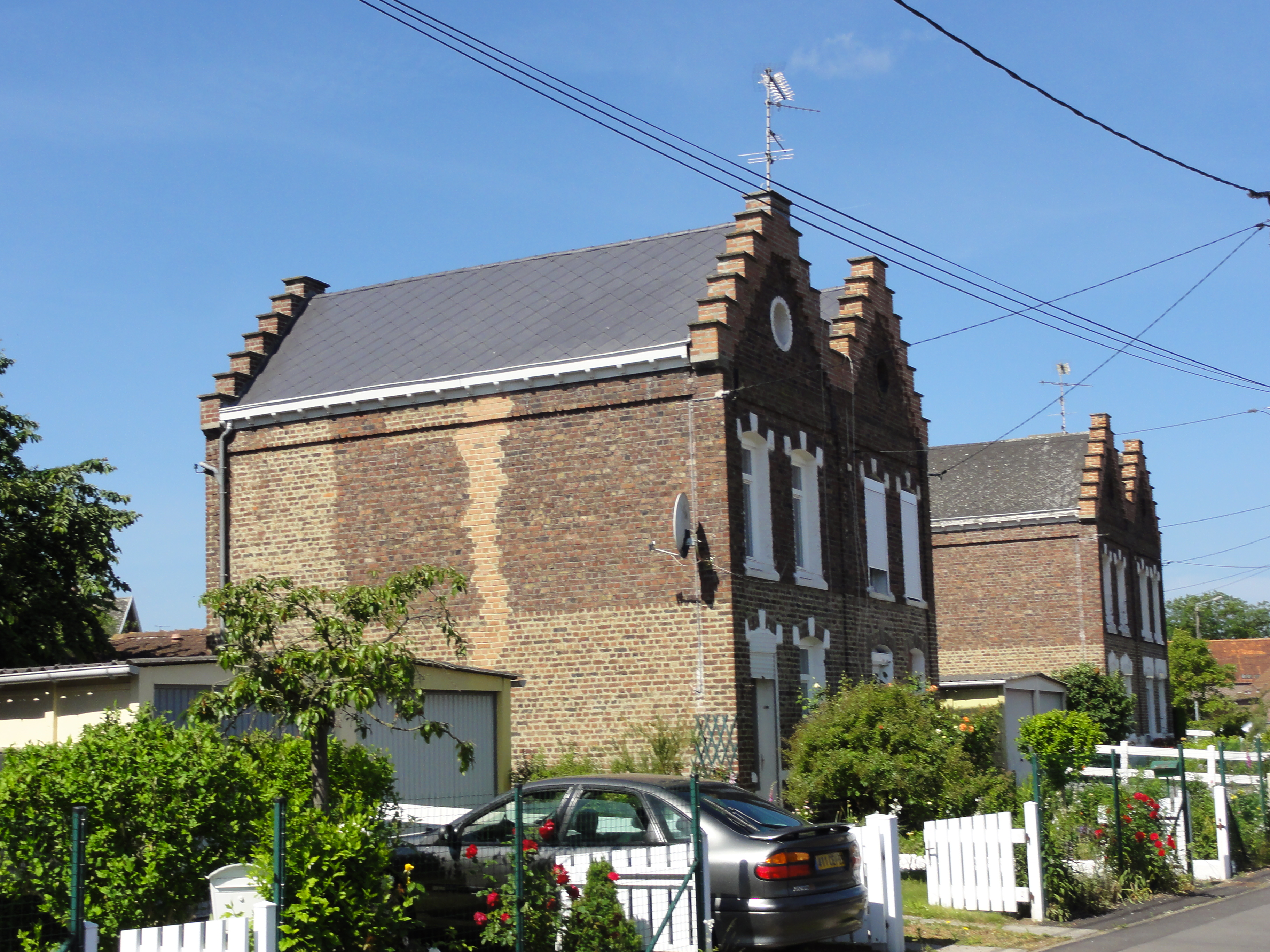
Des réparations sont assez visibles.
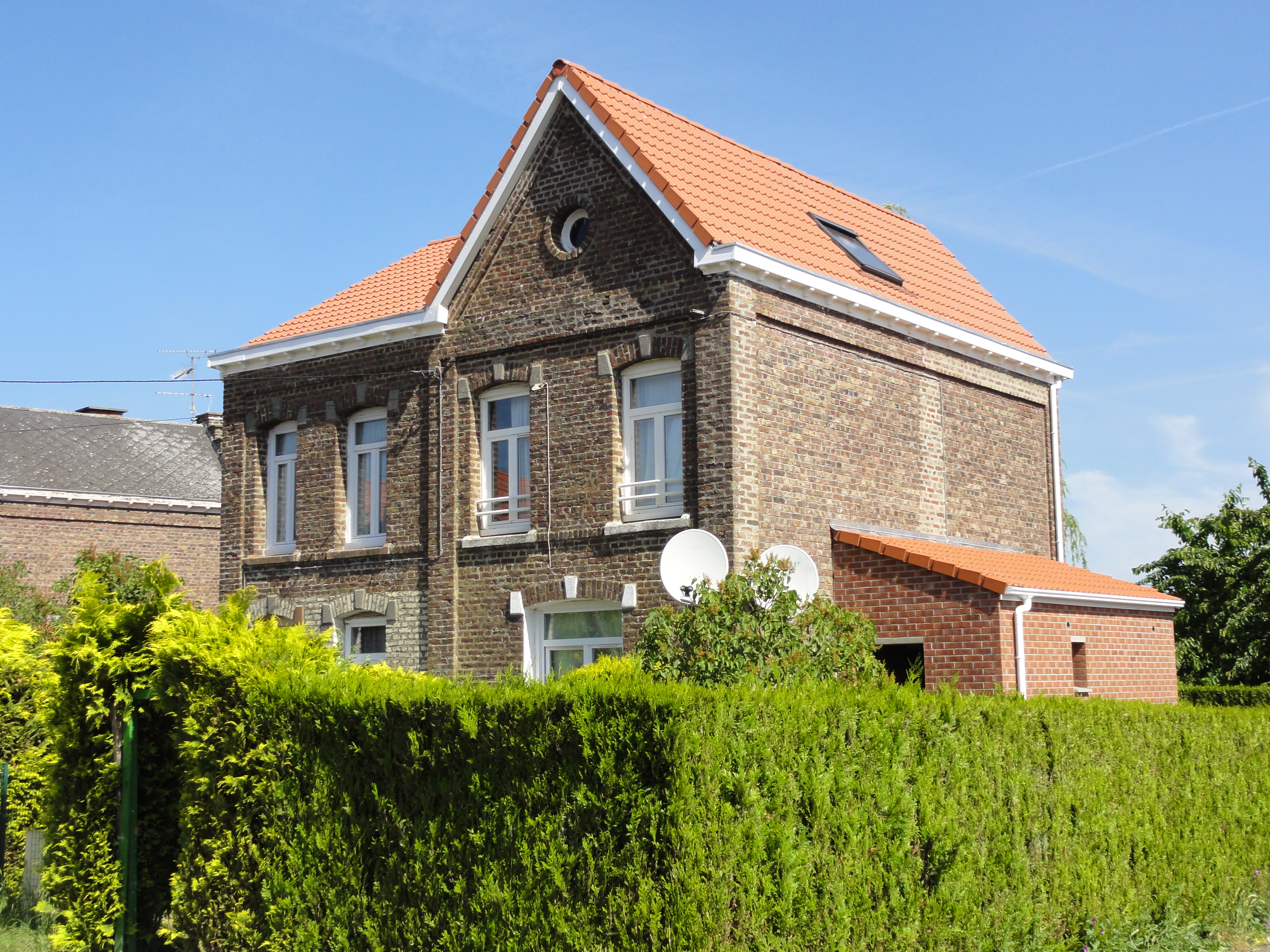
Une toiture en ardoises remplacée par des tuiles.
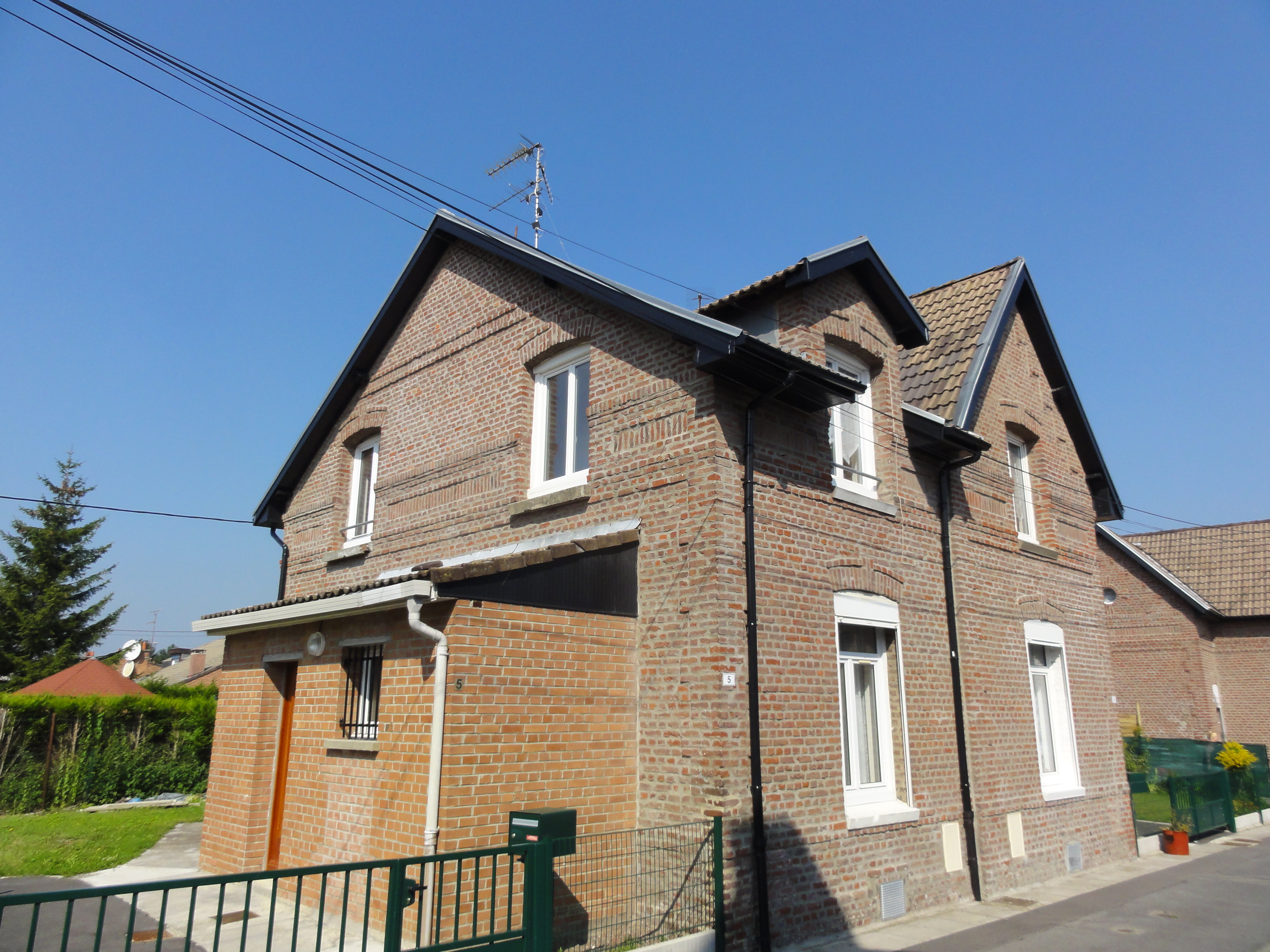
Des habitations plus communes.
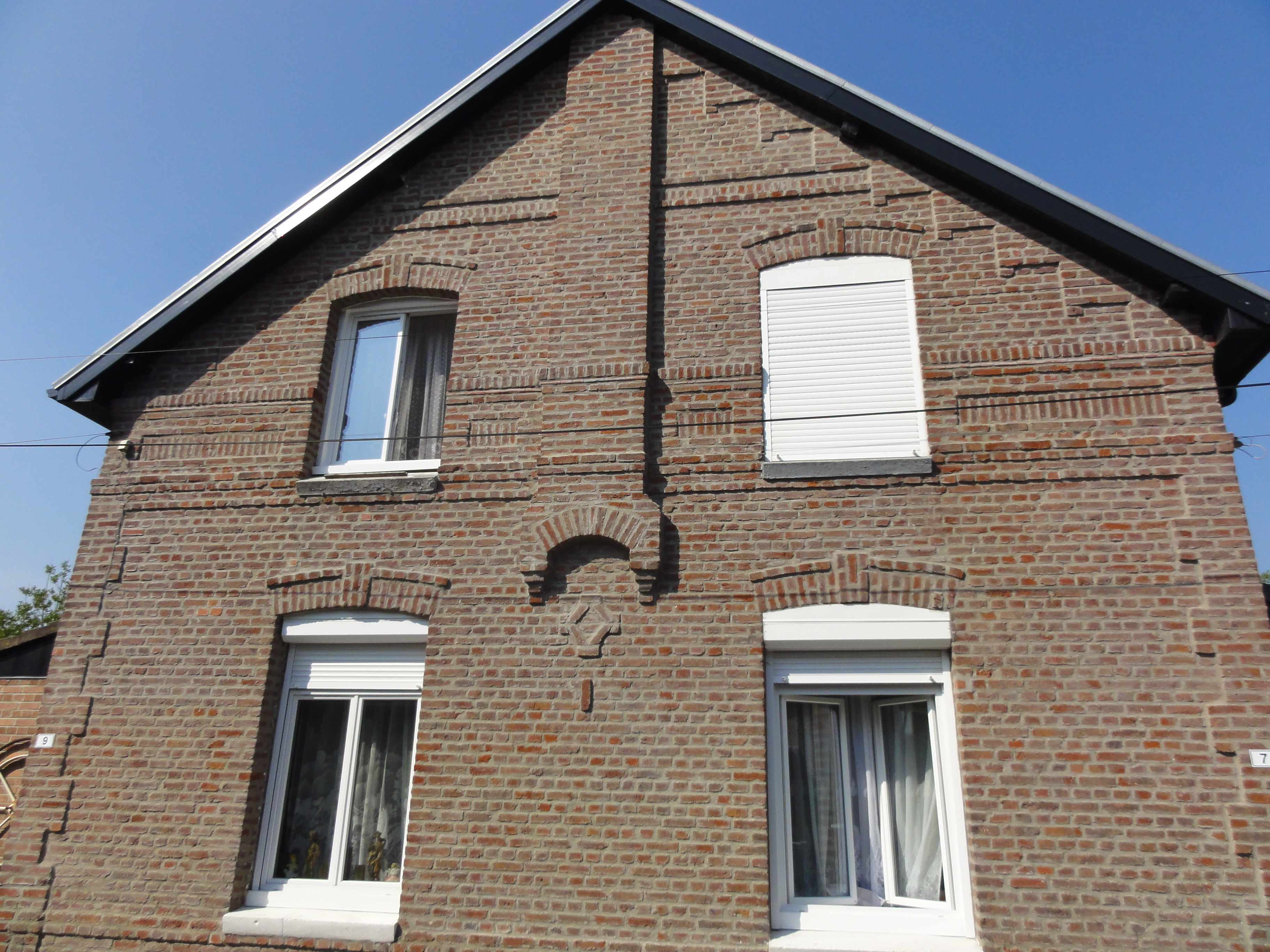
Des habitations plus communes.